# دارکوب سرسفید
دارکوب سرسفید (نام علمی: Leuconotopicus albolarvatus) یک دارکوب غیرکوچنده است که در جنگل‌های کاج کوه‌های غرب آمریکای شمالی زندگی می‌کند.